# The Good, the Bad and the Ugly Vol. 1
The Good, the Bad and the Ugly Vol. 1 est un album compilation de Powerman 5000 publié en 2004. Il contient des enregistrements rares et des morceaux non publiés des débuts de la formation (entre 1991 et 1996).

## Pistes de l'album
1. "B.S. One" - 0:54
2. "City of the Dead" - 3:13
3. "Slumlord" - 3:39
4. "Even Superman Shot Himself (Original '91 Version)" - 4:41
5. "B.S. Two" - 0:32
6. "Boredwitcha" - 3:59
7. "In the Eye" - 3:07
8. "Earth vs. Me (Original Version)" - 4:42
9. "Put the Hammer Down" - 3:30
10. "Solid" - 2:56
11. "End" - 4:04
12. "B.S. Three" - 0:38
13. "File Under Action (Original Version)" - 3:43
14. "Army of Me" - 3:41
15. "Solid (Alternate Version)" - 3:40
16. "Player Re-mixx" - 2:39
17. "20 Miles to Texas, 25 to Hell [Live]" - 3:36
18. "Strike the Match [Live]" - 3:50
19. "What If? [Live]" - 5:24
20. "Organizized [Live]" - 5:06

Les morceaux 17 à 20 sont des bonus d'un enregistrement en direct d'une radio de collège.